# Saxifraga cernua
Saxifraga cernua — вид трав'янистих рослин родини Ломикаменеві (Saxifragaceae), поширений в арктично-альпійських областях Європи, Азії та Північної Америки. Етимологія: лат. cernuus — «з опущеною головою, пониклий».

## Опис
Це багаторічні трав'янисті рослини 6–25(35) см заввишки, ростуть поодиноко чи пучками, не столонні, слабо кореневищні. Листки базальні й стеблові (базальні зазвичай ефемерні, поступово вмирають упродовж вегетації, стеблові помітні, зменшуються дистально); черешки сплощені, (5)10–60(90) мм; пластини від округлих до ниркоподібних, 3–7(9)-дольні, (3)5–18(20) мм, злегка м'ясисті, поля цілі, верхівки округлі, іноді гострі, поверхні голі або рідко залозисті. У пазухах стеблового листя є кілька від темно-червоного до червонуватого забарвлення цибулинок, які можуть утворювати нову рослину.
Суцвіття (1)2(5)-квіті, квіти пониклі в пуп'янку. Квітки: чашолистки прямостійні, (іноді червонуваті), довгасті, краї залозисто-війчасті, поверхні з коротко-залозисті; пелюстки білі, без плям, від зворотнояйцеподібних до лопатчатих, 5–12 мм, довші за чашолистки; тичинки 4–5.5 мм. Плід — коробочка, що містить численне насіння. S. cernua є поліплоїдною рослиною з різним числом хромосом в діапазоні 2n = 24–72.
Квіти цього виду пристосовані до запилення комахами і, в основному, перехресно запилюються. Вегетативне розмноження поширене, старіші рослини часто мають горизонтальні поверхневі чи підземні пагони. На Шпіцбергені більша частина насіння не дозріває, а рослина розмножується цибулинками з пазух листків.

## Поширення
Європа (Австрія, Велика Британія, Фарерські острови, Фінляндія, Франція, Швейцарія, Ісландія, Італія, Норвегія [вкл. Шпіцберген], Польща, Румунія, Словаччина, Швеція), Азія (Індія, Японія, Корея, Монголія, Росія, Китай), Північна Америка (Ґренландія, Канада, США). Населяє холодні, вологі зони, мохові береги, тундру, тінисті скельні ділянки, краї лісів, альпійські луки, альпійські гірські ущелини. Зростає від рівня моря до 5550 м (у Китаї).

## Галерея

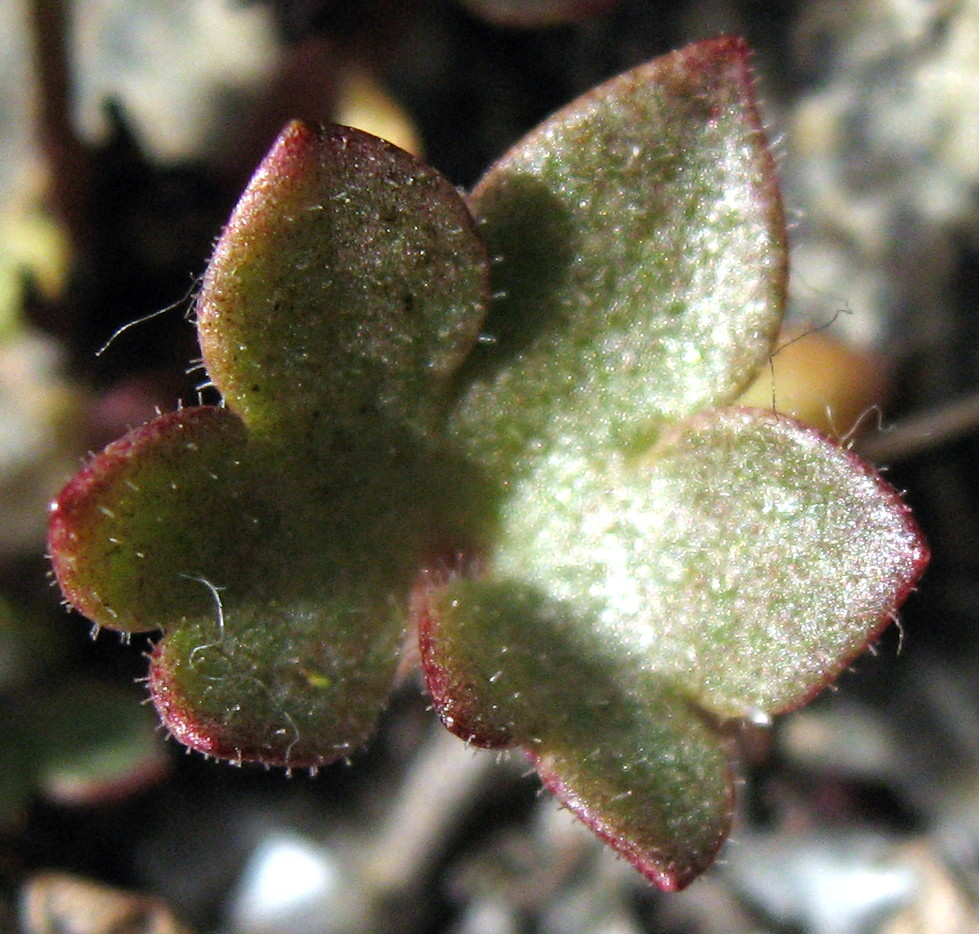
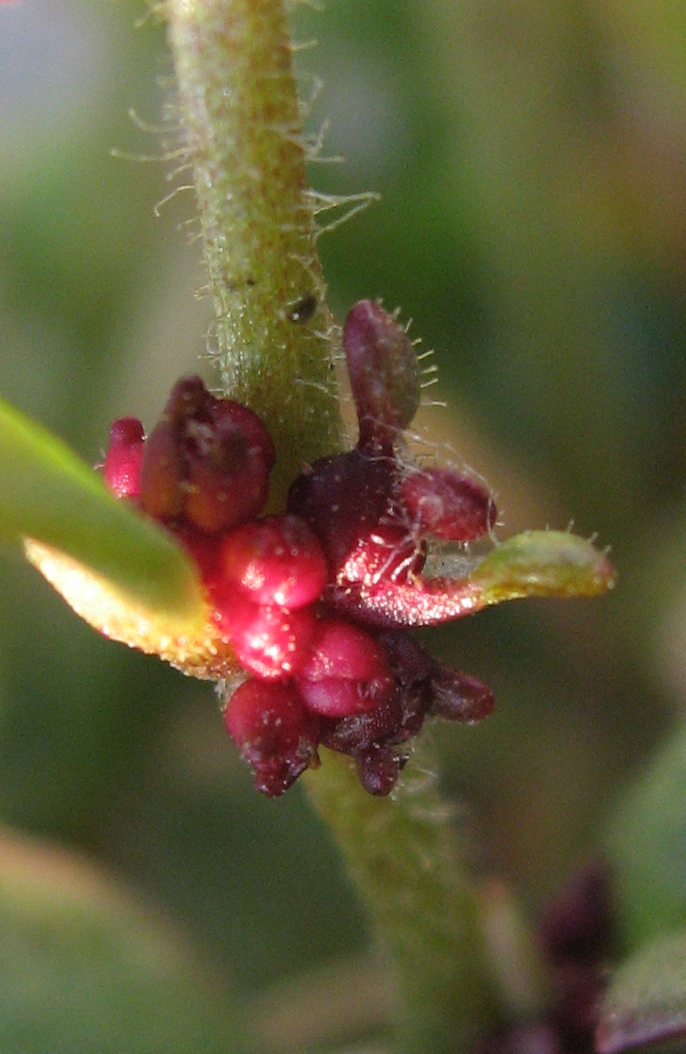
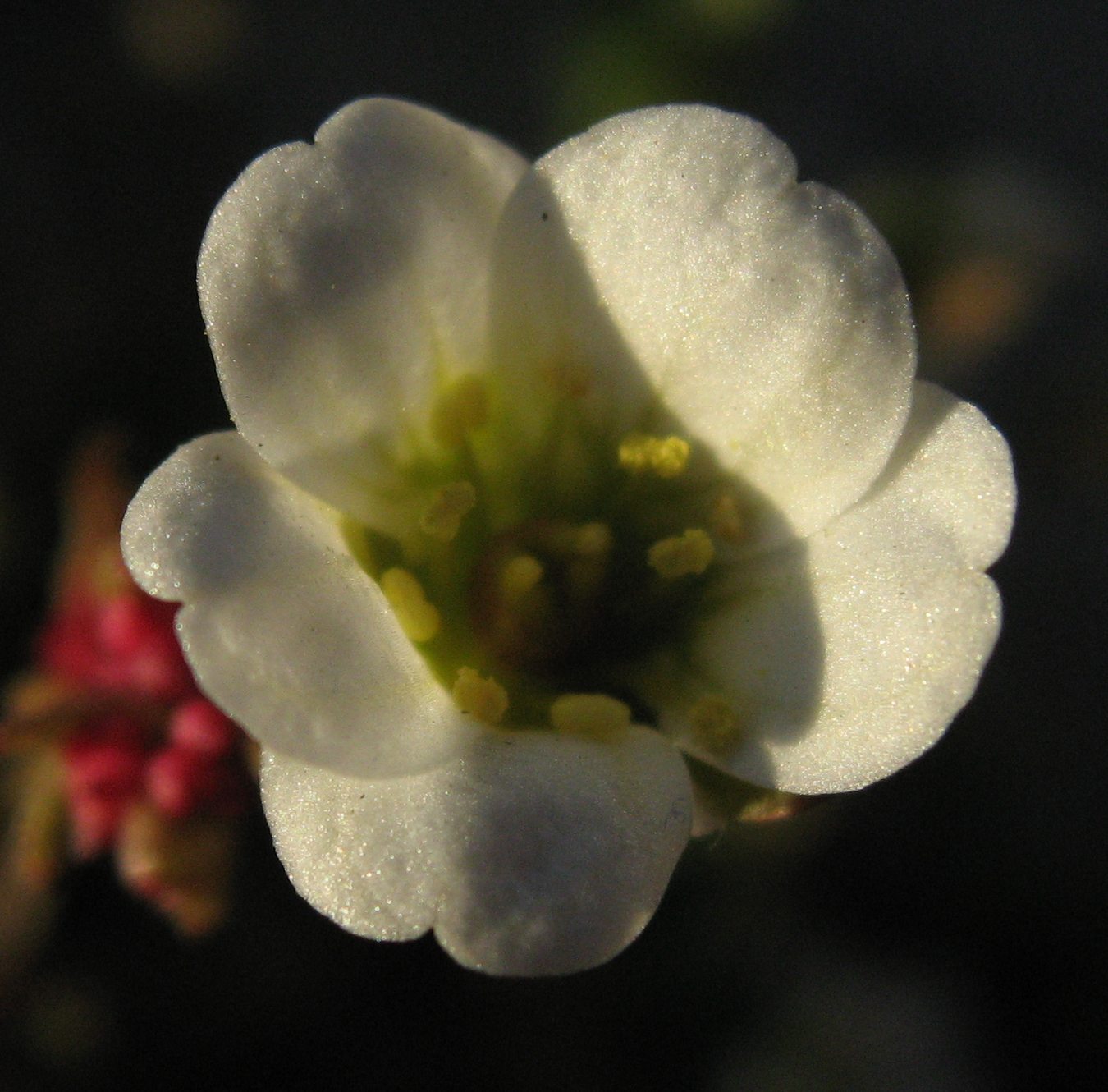
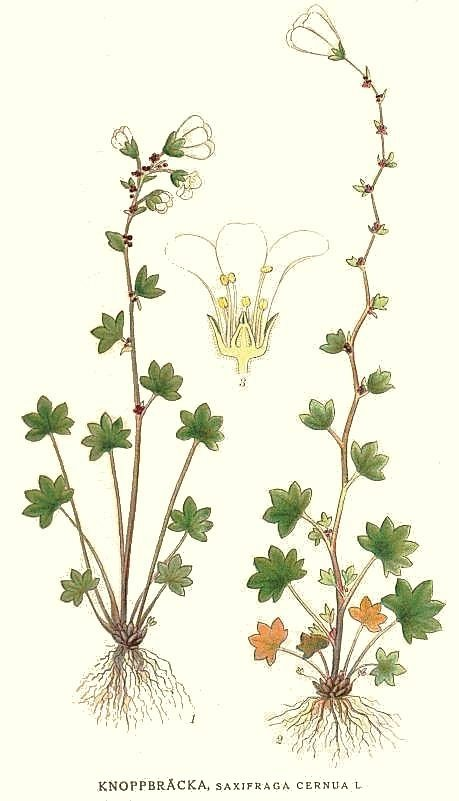